# Coda (Verslehre)
Coda (italienisch „Schweif“) bzw. Cauda (lateinisch und provenzalisch „Schweif“) ist in der Verslehre allgemein ein eine Strophe oder ein Gedicht abschließender Einzelvers oder eine abschließende Versgruppe.
Spezifische Bedeutungen in der provenzalischen und italienischen Dichtung sind:
- der Abgesang (sirma, sirima) einer Stollenstrophe bei Canso und Kanzone,
- der Zusatz beim Schweifsonett (sonetto caudato), der anfangs nur ein mit dem letzten Vers reimender Elfsilbler oder ein Elfsilblerpaar mit eigenem Reim war, ab dem 14. Jahrhundert eine oder mehrere Strophen, bestehend aus einem Siebensilbler gefolgt von einem reimenden Elfsilblerpaar, wobei der Siebensilbler den Reim der vorhergehenden Strophe aufnimmt,
- bei dem altfranzösischen Sirventes der abschließende Kurzvers der Strophe, der den Reim der folgenden Strophe angibt.